# Évangiles synoptiques

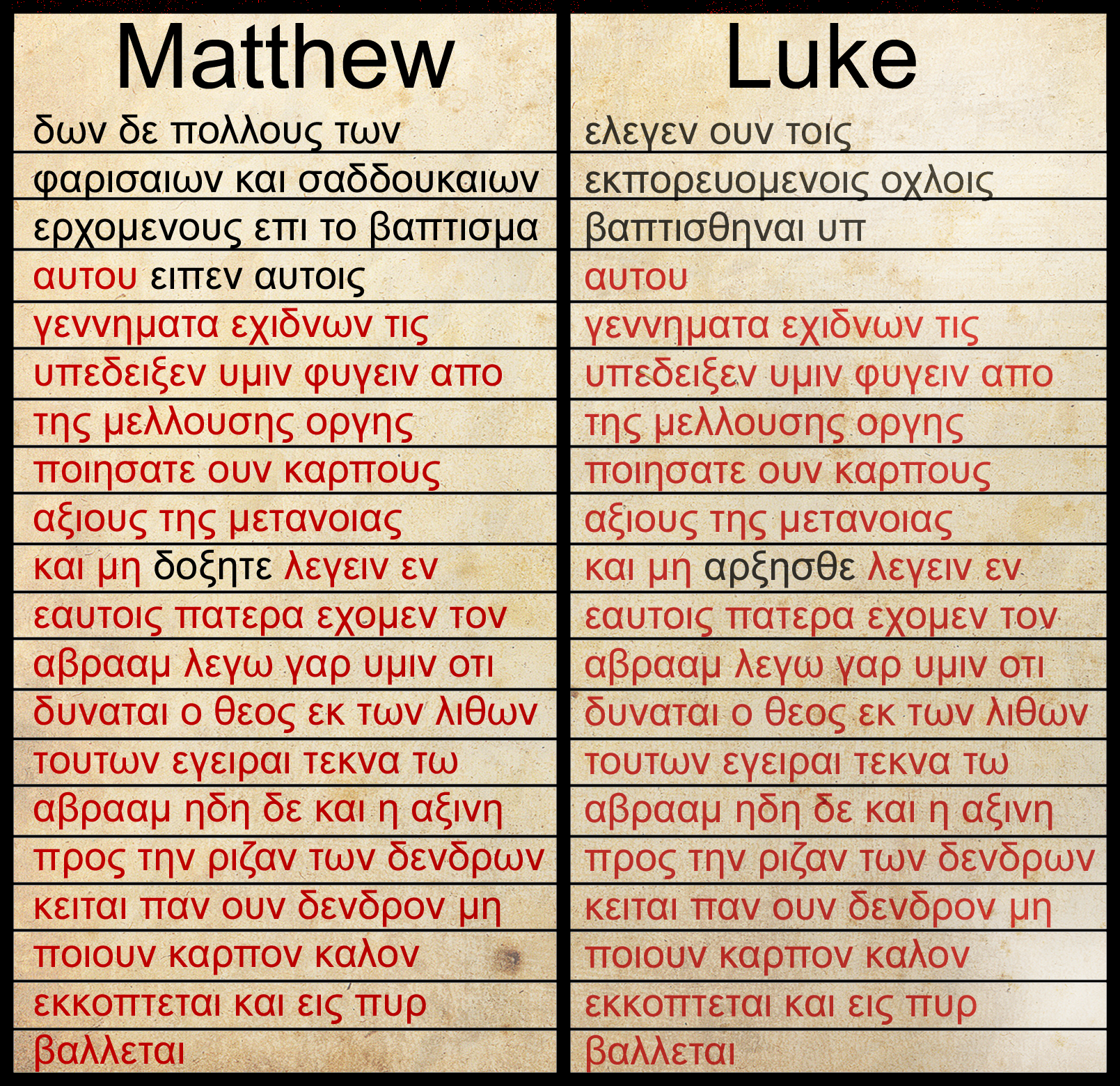
Exemple de parallèle textuel entre Matthieu (3:7-10) et Luc (3:7-9). Les termes identiques apparaissent en rouge, et les termes différents en noir.

Les évangiles synoptiques sont l'évangile selon Matthieu, l'évangile selon Marc et l'évangile selon Luc, ainsi nommés en raison de leurs nombreuses similitudes de structure et de contenu. Plusieurs épisodes de la vie et l'enseignement de Jésus sont en effet communs à ces trois évangiles, souvent relatés en des termes similaires, voire identiques. Cette désignation marque leur différence avec l'évangile selon Jean, plus tardif, qui s'en écarte par la teneur et par le style.
Une thèse s'est très tôt imposée pour rendre compte des similitudes et des différences de ces trois textes. Selon cette théorie, les évangélistes étaient des témoins directs des événements ou des proches de ces témoins, ce qui expliquait les ressemblances, et ils avaient écrit plusieurs décennies plus tard, ce qui expliquait les différences, dues aux faiblesses de la mémoire humaine. Cette solution au problème synoptique a été remise en cause à partir du XVIIIe siècle, lorsque Johann Jakob Griesbach a supposé en 1776 que les évangiles de Luc et de Marc s'inspiraient de celui de Matthieu.
Depuis, de nombreuses hypothèses ont tenté de résoudre cette question. En 1835, Karl Lachmann (1793-1851) a réussi à démontrer grâce à une analyse formelle des textes que le plus ancien des trois synoptiques n'est pas celui de Matthieu mais celui de Marc. Il en a déduit que Marc a été utilisé par les deux autres. En partant de cette conclusion, Christian Hermann Weisse (1801-1866) formule en 1838 la théorie des deux sources communes à Matthieu et à Luc : d'une part le texte de Marc, d'autre part un recueil de paroles de Jésus. Cette théorie est aujourd'hui admise par la communauté des chercheurs.

## Définition
Avant d'être consignés sous une forme écrite, les premiers enseignements du christianisme furent transmis oralement. À partir de ces récits, plusieurs textes ont été composés, dont les quatre évangiles retenus dans le canon biblique. D'autres évangiles, appelés apocryphes, ont été exclus lorsque la tradition a été fixée de manière quasi définitive au IVe siècle. Des quatre évangiles canoniques, trois sont appelés évangiles synoptiques depuis les travaux de Johann Jakob Griesbach, qui, en 1774-1775, publie une édition critique du Nouveau Testament. Il s'agit des évangiles de Matthieu, Marc et Luc. Ces trois textes ont une construction proche et reprennent souvent les mêmes événements. Ils se distinguent nettement de l'évangile selon Jean qui tire son origine d'une autre tradition. L'adjectif « synoptique » qui est accolé à ces évangiles a été formé à partir des racines grecques σύν (sun : « ensemble ») et ὄψις (opsis : « voyant »), qui forment le mot sunoptikos / συνοπτικός, signifiant « qui embrasse d'un seul coup d'œil ». En effet, en disposant l’un à côté de l’autre ces textes dont la structure est très proche, il est possible de comparer le récit qu’ils donnent de faits identiques. C'est ce que fit d'ailleurs Griesbach dans le tome 1 de son ouvrage.

## Origine des évangiles

### Origine traditionnelle
Les évangiles canoniques, y compris l'évangile selon Jean, ont longtemps été considérés comme des textes écrits par des apôtres (Matthieu et Jean), ou par des proches de disciples (Marc et Luc). Eusèbe de Césarée écrit dans son Histoire ecclésiastique que Marc était un compagnon de l'apôtre Pierre et qu'il écrivit son évangile pour que l'enseignement de l'apôtre soit conservé. L'apôtre Matthieu aurait laissé un évangile destiné aux Hébreux alors qu'il s'apprêtait à quitter Israël. Enfin, Luc aurait été le compagnon de l'apôtre Paul et aurait écrit son évangile et les Actes des Apôtres. Parmi les sources anciennes, Irénée de Lyon propose Matthieu comme premier auteur, ce qui ferait des deux autres évangiles des ouvrages plus tardifs ; Irénée ne donne cependant aucune indication concernant l'ordre dans lequel Marc et Luc auraient été écrits. Clément d'Alexandrie, en revanche, est plus précis, et place d'abord l'évangile de Matthieu, puis celui de Luc et, enfin, celui de Marc. Origène suggère quant à lui l'ordre : Matthieu, Marc puis Luc.
Cependant, il est maintenant admis que les évangiles selon Matthieu et selon Luc dépendent d'une version de l'évangile selon Marc et que celui attribué à Jean ne doit probablement rien à l'auteur de l'Apocalypse. Il est aussi communément admis que l'évangile selon Marc — écrit vers 65–75 — a précédé de dix ou vingt ans ceux de Matthieu et de Luc. L'évangile selon Jean aurait été écrit dans les années 90-100. En revanche, des textes ne comportant que des paroles de Jésus, telle la source Q, ont pu être rédigés à partir des années 50.

### La tradition orale
Lorsque les premières communautés chrétiennes se constituent, elles cherchent à garder les enseignements du Christ transmis par les disciples. La forme orale est la première à être utilisée. Des paroles, des récits, des enseignements de Jésus sont conservés et utilisés lorsque le besoin s'en fait sentir. Par la suite, ces récits ont été consignés puis réécrits par les évangélistes. Les chercheurs s'accordent généralement pour dater cette fixation par l'écrit entre les années 70 et 100 et la plupart d'entre eux resserrent ces limites pour proposer une datation de l'évangile de Marc vers les années 65-70, et des alentours de l'année 85 pour Luc et Matthieu.
Richard Bauckham défend l'idée que les Évangiles sont proches des récits de témoins oculaires sur les actes et les paroles de Jésus, ce qui va à l'encontre de la quasi-totalité des chercheurs.

### L'évangile: un genre littéraire
Les évangiles, même s'ils sont des objets uniques, ont cependant subi l'influence de genres littéraires. L'Ancien Testament comporte ainsi des biographies de personnages comme Moïse ou David et, surtout, il est riche de textes prophétiques qui trouvent un écho important dans les évangiles. Par ailleurs, la littérature gréco-latine connaît le genre de la biographie – par exemple, la Vie des douze Césars de Suétone ou les Mémorables de Xénophon –, et ces écrits ont pu aussi influencer les auteurs des évangiles.

## Comparaison entre les trois textes
Chacun des évangiles comporte un Sondergut, c'est-à-dire des passages qui lui sont propres et ne figurent donc pas dans les deux autres. D'autres passages se retrouvent dans deux des évangiles, voire dans les trois. Ainsi, Marc a très peu de versets originaux (26 sur 661), mais partage de nombreux versets avec l'un des deux autres évangélistes ou avec les deux (entre 325 et 330 versets dans chaque cas). Matthieu a beaucoup plus de versets originaux (310 sur 1068), mais l'essentiel du texte se retrouve aussi chez Luc (235 sur 1068), ou chez Luc et Marc (523 versets). Enfin, Luc est celui qui a le plus de versets qui n'ont pas de correspondance chez les deux autres (550 sur 1149) mais la majeure partie de son texte est partagée soit avec Matthieu seul (235 versets), soit avec Matthieu et Marc (364 versets).

### Les ressemblances
Les trois évangiles synoptiques présentent le message christique de la même façon. Après le prêche de Jean le Baptiste et le baptême de Jésus, ce dernier traverse la Galilée pour délivrer sa prédication et accomplir des miracles. Au bout d'un an, il est arrêté à Jérusalem, où il meurt pendant la Passion avant de ressusciter. Par ailleurs, des suites entières d'épisodes se retrouvent dans deux ou trois évangiles. Ainsi, les trois évangélistes font se succéder de la même façon la profession de foi de Pierre, l'annonce de la Passion et la Transfiguration. Des phrases même se retrouvent identiques d'un évangile à l'autre.

### Les divergences
Sur une trame identique, des épisodes particuliers différencient les évangiles : les récits de l'enfance sont absents chez Marc et ne se recoupent pas chez Luc et Matthieu, le Sermon sur la montagne est absent de Marc, de nombreuses paraboles ne se retrouvent que chez Luc, la résurrection de Lazare n'est mentionnée que par Jean, les apparitions de Jésus ressuscité sont absentes chez Marc et elles divergent chez Luc et Matthieu. La place de certains épisodes n'est pas toujours identique d'un évangile à l'autre. Ainsi Luc décrit l'institution des douze apôtres avant les miracles de Jésus, alors que Marc la place après ces miracles. Des scènes identiques comportent parfois d'importantes divergences comme lors de la crucifixion, où les dernières paroles de Jésus ne concordent pas.

## Le problème synoptique
Les ressemblances et les différences entre les trois évangiles ont très tôt suscité des interrogations. La première réponse apportée fut d'expliquer ces différences par l'infidélité des souvenirs. Les textes ayant été écrits bien après la mort du Christ, il apparaissait normal que la mémoire des témoins soit vacillante et incertaine, même si la trame générale était la même. Augustin d'Hippone, vers l'an 400, dans son ouvrage De consensu evangelistarum, émet une autre hypothèse qui fut longtemps reprise par l'Église catholique et qui présente l'évangile de Matthieu comme le premier écrit, celui de Marc comme un abrégé du premier, et celui de Luc comme ayant pour fin de développer l'aspect sacerdotal du message christique,.
À partir du XVIIIe siècle, une nouvelle approche critique aborde cette question en se libérant des explications canoniques et propose des théories supposant soit un texte écrit ou oral dont dériverait les trois évangiles, soit une filiation entre les évangiles eux-mêmes.

### Le modèle commun

#### La source primitive
Au XVIIIe siècle, Gotthold Ephraim Lessing suggère que les trois évangiles synoptiques auraient une origine unique, un proto-évangile qui aurait servi de sources aux trois évangélistes. Ceux-ci auraient choisi des passages d'un texte écrit par les apôtres et qui aurait raconté toute la vie de Jésus. Ce texte, écrit en hébreu, aurait été traduit en grec, et c'est ce texte qui aurait servi de base. Ce proto-évangile serait l'évangile des Hébreux ou l'évangile des Nazaréens, que les Pères de l'Église mentionnent. Toutefois, cette source n'est qu'une conjecture, et aucun texte ou fragment de texte n'appuie cette hypothèse qui ressemble trop, selon ses détracteurs, à un jeu de l'esprit. De plus, cette hypothèse ne permet pas d'expliquer les divergences importantes entre les évangiles sur des points majeurs, comme les dernières paroles du Christ.
Ce proto-évangile peut être long, comme l'écrit Gotthold Ephraim Lessing en 1778, mais cette hypothèse a été réfutée, car il semble improbable que les évangélistes, et surtout Marc, se soient satisfaits de résumer un texte sacré. Une variante de cette théorie explique donc les abréviations de Marc en supposant que ce dernier ne disposait pas du proto-évangile intégral mais d'une version abrégée.
Le proto-évangile a aussi été pensé comme bien plus court. Dans ce cas, le processus de création est plus complexe, puisqu'il suppose que cet évangile originel aurait évolué en trois évangiles. Le premier aurait été utilisé par Marc et Matthieu, le deuxième par Marc et Luc, et le troisième par Matthieu et Luc.

#### L'hypothèse des fragments
Plutôt que d'imaginer un seul texte, certains auteurs, à l'instar de Friedrich Daniel Ernst Schleiermacher, imaginent qu'il a existé un grand nombre de documents brefs développant l'un un miracle, l'autre une parabole, etc. et que chacun des évangélistes aurait pioché dans cette masse pour construire son texte. Cependant, cette hypothèse ne permet pas d'expliquer comment des séries semblables se retrouvent dans les trois textes.

#### La tradition orale
Lorsque les apôtres se retrouvent seuls et commencent à parcourir le monde pour prêcher le message christique, ils se basent sur leurs souvenirs pour répondre aux questions des nouveaux convertis. L'enseignement est donc diffusé dans les premières communautés sous forme orale. Des formes de récit se distinguent ensuite et se figent comme paraboles, récits de miracles, opinions et récits de la vie de Jésus, pour accueillir les différents messages. Ainsi, peu à peu, un ensemble fixe de traditions orales s'établit qui, par la suite, va être fixé par l'écrit. Comme dans le cas de l'hypothèse des fragments, les partisans du modèle commun apparaissant via la tradition orale suggèrent que les évangélistes piochent dans cet ensemble pour écrire chacun leur évangile, sans qu'il soit nécessaire de penser une série d'emprunts de l'un par l'autre.

### Les modèles généalogiques
Lorsque Johann Jakob Griesbach publie son édition du Nouveau Testament (1774-1775), il propose une explication des ressemblances et des différences entre les trois évangiles en supposant que celui de Matthieu est originel, aurait été adapté par Luc et que Marc aurait utilisé ses deux prédécesseurs pour écrire le sien. Depuis, de nombreuses variantes ont été proposées et forment le « modèle de l'utilisation ». Par ailleurs, à partir de cette hypothèse, il se peut qu'à côté d'un évangile premier utilisé par les deux autres se soit trouvé un autre texte, la « source Q », qui aurait permis de compléter leur travail. Ce modèle est appelé la « théorie des deux sources ».
Les modèles d'Augustin, de Griesbach, en partie pour des raisons historiques, ainsi que celui de Farrer, conçu en réaction à la prééminence de la théorie des deux sources parmi les chercheurs modernes, ont eu plus de succès que les autres.

#### Le modèle de l'utilisation
Le principe de l'« utilisation » signifie que l'un des trois synoptiques a été écrit en premier, que le deuxième l'a utilisé comme source et que le troisième a réutilisé les deux précédents.
Griesbach est le premier à avoir proposé ce modèle pour expliquer les ressemblances et les différences entre les synoptiques. De ce fait, il actualise une théorie déjà formulée par Augustin dans son De consensu evangelistarum. Il entend démontrer que l'évangile de Matthieu est chronologiquement le premier, que celui de Luc s'en est inspiré et qu'enfin celui de Marc est un résumé des deux. Des auteurs récents, comme William Reuben Farmer en 1964, ont, depuis, repris cette thèse.
Une autre version de ce modèle, défendue notamment par le philologue allemand Karl Lachmann, inverse l'ordre des auteurs en faisant de Marc l'auteur originel qui aurait servi de source aux deux autres évangiles. Cette antériorité de Marc est à la base de la théorie des deux sources.

#### La théorie des deux sources

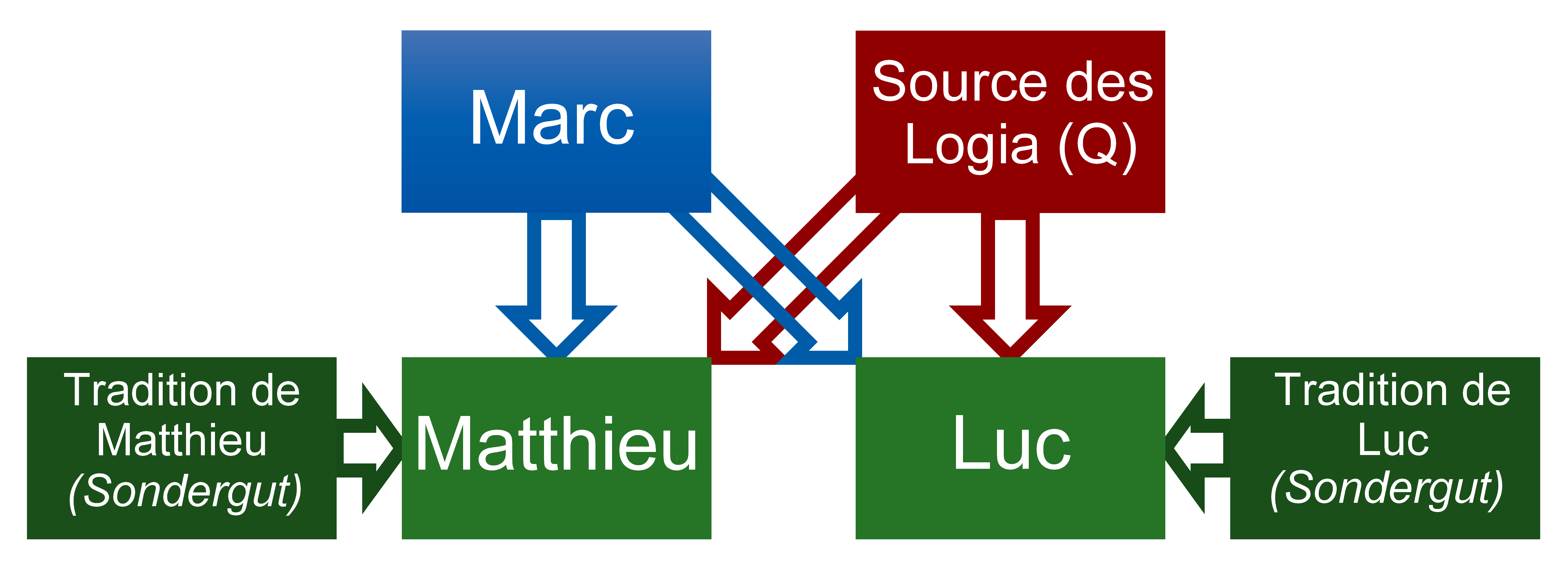
Les deux sources de Matthieu et de Luc : l'Évangile selon Marc et la Source Q, auxquels s'ajoutent leurs contenus spécifiques (Sondergut).

La théorie des deux sources est plus complexe que les précédentes, car elle fait l'hypothèse de l'existence d'autres textes ayant servi à l'écriture des évangiles. Ce modèle place l'évangile de Marc comme le premier et ayant servi de source à Matthieu et à Luc, mais suppose également l'existence d'une Source « Q » (initiale du mot allemand Quelle, qui signifie « source ») influençant Matthieu et Luc, en plus d'une source particulière pour chacun de ces deux textes. Cette Source Q est hypothétique et aucun manuscrit n'a jamais été retrouvé qui confirmerait son existence. En rapprochant le contenu commun aux évangiles de Matthieu et de Luc, il semble que son contenu ne soit pas de nature biographique mais ressemble plutôt à un recueil de paroles de sagesse et de prophéties.
L'existence de la Source Q est supposée depuis la seconde moitié du XIXe siècle par des auteurs allemands, comme Heinrich Julius Holtzmann en 1863 ou Johannes Weiss en 1890, mais c'est le Suisse Paul Wernle, en 1899, qui popularise le terme de « Q » pour représenter cette source supposée.

## Intertextualité

### Les évangiles synoptiques et l'évangile selon Jean
Le quatrième évangile canonique est l'évangile selon Jean. Alors que les trois synoptiques présentent une vie de Jésus émaillée de paroles qui exposent le message christique, l'évangile johannique se caractérise par une mise en valeur du message spirituel. Eusèbe de Césarée rapporte une opinion de Clément d'Alexandrie qui explique que « Jean, le dernier, voyant que le côté matériel avait été mis en lumière dans les évangiles, poussé par les disciples et divinement inspiré par l'Esprit, fit un évangile spirituel ». Le ton est différent ainsi que les récits, qui ont peu de points communs avec les synoptiques à l'exception de l'épisode de la Passion. Cependant, ce récit a pu être écrit sans se référer aux synoptiques : cette théorie, défendue par Percival Gardner-Smith dans son ouvrage Saint John and the Synoptic gospels, suppose plusieurs sources totalement différentes, mais elle ne fait pas l'unanimité chez les exégètes. En effet, des épisodes montrent des correspondances entre l'évangile selon Jean et les synoptiques. Ainsi, Marc montre un Christ effrayé à Gethsémani (14:33), Jean le présente comme attendant le martyre, même si son âme est troublée, et Luc semble faire la synthèse de ces deux extrêmes, puisque le Christ est inquiet mais ne désire rien qui ne soit conforme à la volonté du Père.

### Les évangiles synoptiques et l'évangile de Thomas
L'évangile de Thomas est un texte apocryphe, qui n'est donc pas inclus dans le canon biblique. Il est constitué d'un ensemble de logia, c'est-à-dire de paroles censées avoir été prononcées par Jésus-Christ. Bien que de nombreuses phrases soient propres à cet évangile et que certaines, même, proposent une vision de la foi différente de celle des évangiles canoniques, certains de ces logia se retrouvent à la fois dans l'évangile de Thomas et dans les synoptiques. Cela peut signifier une influence des synoptiques sur « Thomas », ou inversement de « Thomas » sur les synoptiques, ou encore être le signe que « Thomas » et les synoptiques ont une source commune.

### Autres références
1. ↑  « Sur les traces de la Source des paroles de Jésus (Document Q) : Une entrée dans le judéo-christianisme des trois premiers siècles » par Frédéric Amsler sur le site d'Évangile et Liberté, 2004.
2. ↑  Jacques Giri, Les Nouvelles Hypothèses sur les origines du christianisme : Enquête sur les recherches récentes, Paris, Éditions Karthala, 2010, 335 p. (ISBN 978-2-8111-0379-8, lire en ligne), p. 110
3. ↑  Jesus and the Eyewitnesses : The Gospel of Eyewitness Testimony, 2006.
4. ↑  Robert J. Hutchinson, Enquête sur le Jésus historique, Paris, Salvator, 2017, p. 62-65.
5. ↑  Charles Pietri, Charles Pietri : Historien et chrétien, Beauchesne, 1992, 220 p. (ISBN 978-2-7010-1264-3, lire en ligne), p. 47
6. ↑  Daniel Marguerat, « Pourquoi s'intéresser à la source ? : Histoire de la recherche et questions ouvertes », dans Frédéric Amsler, Andreas Dettwiler et Daniel Marguerat, La Source des paroles de Jésus (Q) : Aux origines du christianisme, Labor et Fides, 2008 (lire en ligne), p. 20
7. ↑  Charles Augrain (trad. du grec ancien), Saint Jean : Évangile, Lettres, Apocalypse, Paris/Montréal (Québec), Mediapaul, 2007, 151 p. (ISBN 978-2-7122-1032-8, lire en ligne), p. 7
8. ↑  Werner G. Kümmel, « L'exégèse scientifique au XXe siècle : Le Nouveau Testament », dans Claude Savart, Le Monde contemporain et la Bible, Beauchêne (9782701010946), p. 488
9. ↑  Évangile : selon saint Jean, Éditions du Cerf, 1973, « 12,27 »
10. ↑  François Bovon, L'Évangile selon saint Luc : 19,28 - 24,53, vol. 4, Genève/Paris, Labor et Fides, 2009, 555 p. (ISBN 978-2-8309-1261-6, lire en ligne), p. 241.
11. ↑  Jean Daniel Kaestli, « L'évangile de Thomas : Que peuvent nous apprendre les « paroles cachées » de Jésus », dans Frédéric Amsler, Jean-Daniel Kaestli et Daniel Marguerat, Le Mystère apocryphe : Introduction à une littérature méconnue, Labor et Fides, 2007 (ISBN 9782830912418, lire en ligne), p. 74-76

### Ouvrages
- Hans Conzelmann et Andreas Lindemann, Guide pour l'étude du Nouveau Testament, Labor et Fides, 1999  (ISBN 2-8309-0943-7)
- Andreas Dettwiler, Daniel Marguerat, La Source des paroles de Jésus (Q) : aux origines du christianisme, Labor et Fides, 2008
- Bart D. Ehrman, Jésus avant les Évangiles : Comment les premiers chrétiens se sont rappelé, ont transformé et inventé leurs histoires du Sauveur, Bayard, 2017  (ISBN 978-2-227-48913-4)
- Camille Focant et Daniel Marguerat (dir.), Le Nouveau Testament commenté, Labor et Fides, 2012, 4e éd.  (ISBN 978-2-8309-1481-8)
- Daniel Marguerat, « Le problème synoptique », dans Daniel Marguerat, Introduction au Nouveau Testament : Son histoire, son écriture, sa théologie, Labor et Fides, 2008 (lire en ligne)
- Odette Mainville, Écrits et milieu du Nouveau Testament : une introduction, Médiaspaul, 1999, 290 p. (ISBN 978-2-89420-177-0, lire en ligne), p. 152
- Bruce M. Metzger, Bart D. Ehrman, The Text of the New Testament : Its Transmission, Corruption and Restoration, Oxford University Press, 2005
- Roland Minnerath, De Jérusalem à Rome : Pierre et l'unité de l'Église apostolique, Beauchesne, 1994, 616 p. (ISBN 978-2-7010-1321-3, lire en ligne)
- Christopher Tuckett, Q and the History of Early Christianity, Edinburgh, Clark, 1996

### Compléments
- J. Bourgel, « Les récits synoptiques de la Passion préservent-ils une couche narrative composée a la veille de la Grande Révolte Juive ? », dans : D'une identité à l'autre ? : la communauté judéo-chrétienne de Jérusalem : 66 - 135, préface de Dan Jaffé, Le Cerf, coll. « Judaïsme ancien et Christianisme primitif », 2015, pp. 187-203.